# Þórufoss
De Þórufoss is een waterval in zuidwest IJsland. Ongeveer 10 kilometer ten westen van Þingvallavatn ligt Stíflisdalsvatn. Dit meertje is de oorsprong van de Laxá í Kjós die uiteindelijk in de Hvalfjörður uitmondt. Op IJsland komen overigens vele andere riviertjes voor die Laxá heten. In deze Laxá ligt ongeveer 2 kilometer vanaf het Stíflisdalsvatn de waterval. Via een voetpad is de waterval eenvoudig te benaderen.

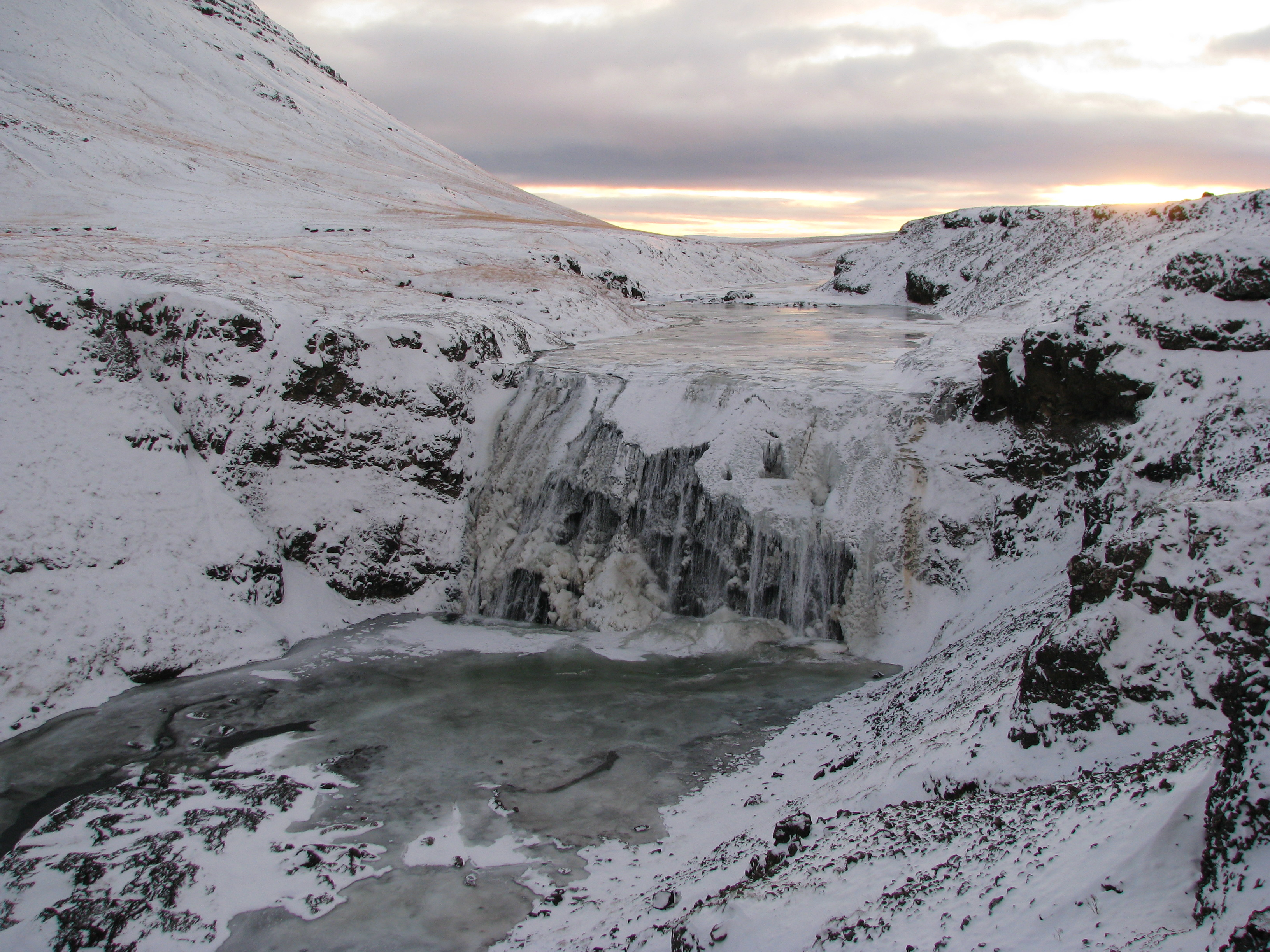
Een winterse Þórufoss.